# Kimya Dawson
 (octobre 2021).
Si vous disposez d'ouvrages ou d'articles de référence ou si vous connaissez des sites web de qualité traitant du thème abordé ici, merci de compléter l'article en donnant les références utiles à sa vérifiabilité et en les liant à la section « Notes et références ».
Pour les articles homonymes, voir Dawson.
Kimya Dawson (née le 17 novembre 1972 à Bedford Hills dans l'État de New York) est une chanteuse-compositrice américaine et une artiste phare du mouvement Anti-folk. Elle a notamment co-fondé le groupe The Moldy Peaches avec Adam Green.

## Biographie
Kimya Dawson  est née le 17 novembre 1972 à dans l'État de New York), où elle grandit. Elle a co-fondé The Moldy Peaches avec Adam Green après l'avoir rencontré chez un disquaire de Mount Kisco. Le groupe commence a trouver le succès au début des années 2000 et fait la première partie des Strokes. Le groupe connait un premier break au début de l'année 2004, avant de se reformer brièvement en 2007 pour la sortie du film  Juno qui utilise plusieurs de leurs titres.
Après que l'aventure des Moldy Peaches se soit arrêtée, Dawson a sorti de nombreux albums lo-fi autoproduits, dont Hidden Vagenda, encensé par la critique, sur le label K Records en 2004.
Dawson a fait de multiples collaborations et apparaît, en effet, sur des chansons de Ben Kweller, They Might Be Giants et Third Eye Blind. Chris Barron, du groupe des années 1990 Spin Doctors a coécrit et chanté une chanson des Moldy Peaches. 
Longtemps résidente de Bedford Hills où elle est née, elle a déménagé en 2005, avec sa mère, son père, son frère (Akida Junglefoot Dawson), et son neveu, vers Seattle.
Cinq de ses chansons apparaissent dans la BO du film Juno, sorti en 2007 ; et en 2009 dans celle du Film Unmade Beds d'Alexis Dos Santos.

## Discographie

### AvecThe Moldy Peaches
- The Moldy Peaches - sorti le 11 septembre 2001 par Rough Trade Records
- Country Fair/Rainbows - Un single sorti en 2002
- Unreleased Cutz and Live Jamz 1994-2002 - sorti le 18 mars 2003 par Rough Trade Records

### Albums solo
- I'm Sorry That Sometimes I'm Mean - sorti le 5 novembre 2002 par Rough Trade Records
- Knock-Knock Who? - sorti le 3 août 2004 par Important Records
- My Cute Fiend Sweet Princess - sorti le 3 août 2004 par Important Records
- Hidden Vagenda - sorti le 5 octobre 2004 par K Records
- Remember That I Love You - mai 2006 par K Records
- Alphabutt - août 2008 par K Records
- Thunder Thighs - 2011

### Avec The Uncluded
- Hokey Fright - 2013

### Compilations
- Antifolk Vol 1 - La chanson "I'm Fine"
- AFNY Collaborations Volume 1 - Kimya Dawson et Jeff Lewis
- Antsy pants - Kimya Dawson, Angelo Spencer, Jane Kidder, Bear Creek et tous les amis de Kimya - Plan-it-x records
- Titanium Hearts and Chains of Love - Kimya Dawson et Matt Rouse EP (collaboration) Unicorn Sounds
- Soundtrack of Juno (2007)